# Жарлиозек
Жарлиозе́к (каз. Жарлыөзек) — село у складі Коксуського району Жетисуської області Казахстану. Адміністративний центр Жарлиозецького сільського округу.
До 2006 року село називалось Октябр.
Населення — 1186 осіб (2021; 1164 у 2009, 1131 у 1999, 1130 у 1989).